# Azay-le-Brûlé
Azay-le-Brûlé is een gemeente in het Franse departement Deux-Sèvres (regio Nouvelle-Aquitaine) en telt 1445 inwoners (1999). De plaats maakt deel uit van het arrondissement Niort.

## Geografie
De oppervlakte van Azay-le-Brûlé bedraagt 22,2 km², de bevolkingsdichtheid is 65,1 inwoners per km².
De onderstaande kaart toont de ligging van Azay-le-Brûlé met de belangrijkste infrastructuur en aangrenzende gemeenten.

## Demografie
Onderstaande figuur toont het verloop van het inwonertal (bron: INSEE-tellingen).